# Médecine militaire

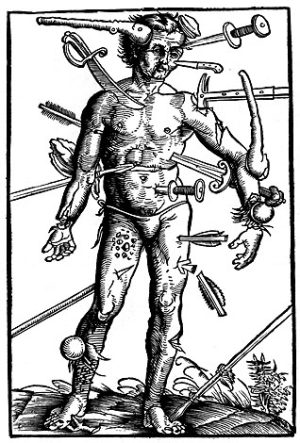
Illustration extraite du Feldbuch der Wundarznei (Manuel de terrain pour le traitement des blessures) de Hans von Gersdorff (1517).

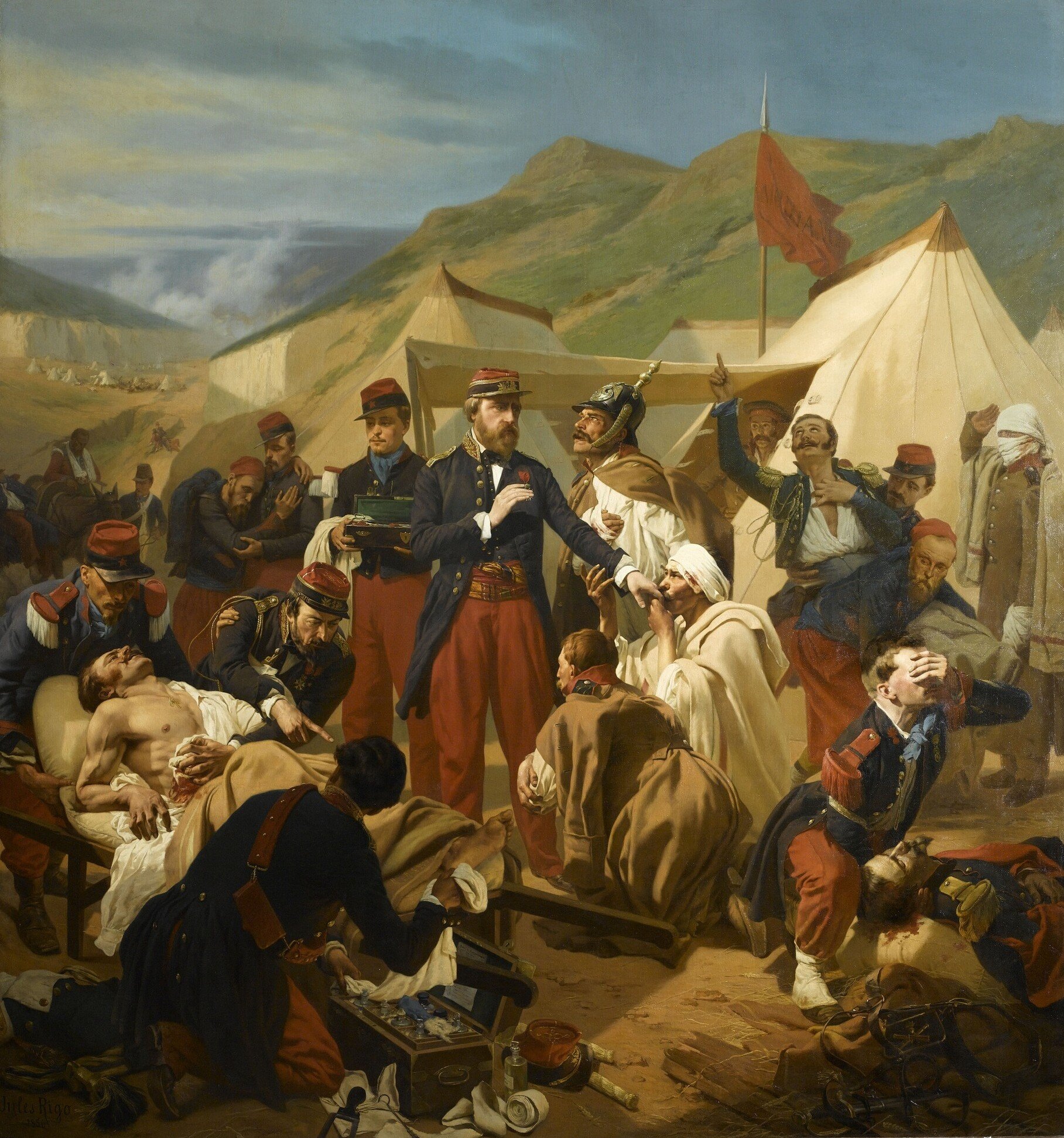
Deux médecins militaires français soignant des blessés de toute origine après la bataille d'Inkerman, le 5 novembre 1854.

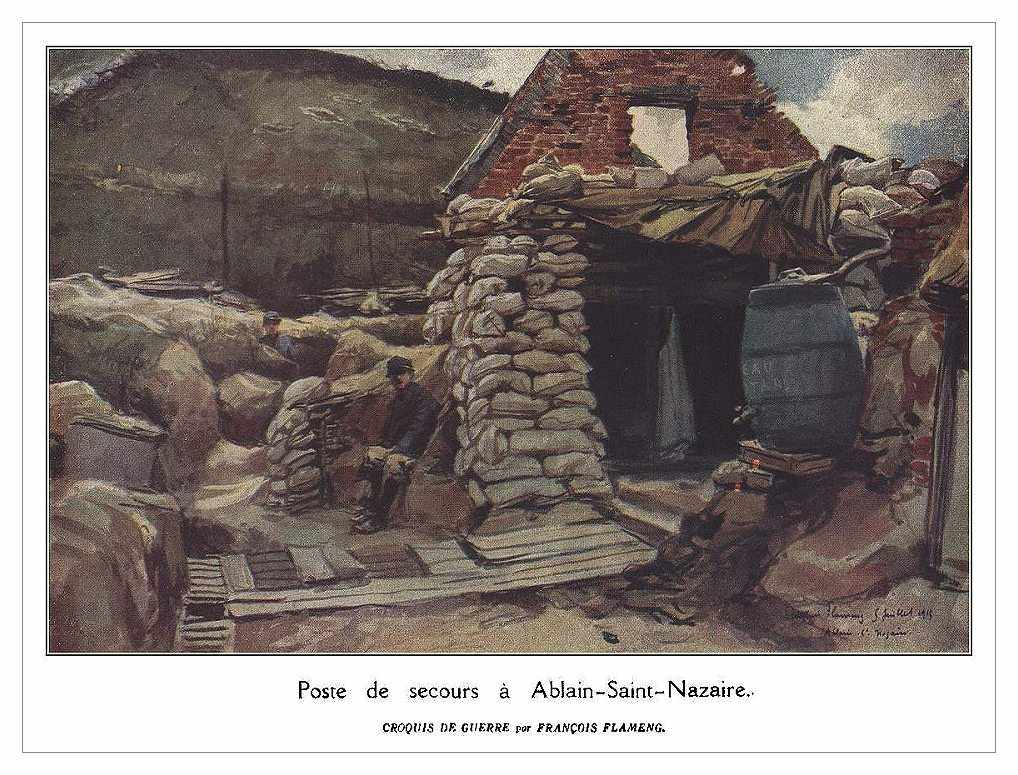
Poste de secours sur le front pendant la Première Guerre mondiale, dessin de François Flameng, 1916.

La médecine militaire est la spécialité médicale consacrée à la prévention, au diagnostic et au traitement des maladies et des traumatismes liés à l'exercice de la profession militaire. Elle utilise les méthodes de la médecine appliquées aux aspects particuliers du métier des armes et aux conditions de guerre. De ce fait, elle fait plus spécialement appel aux connaissances de disciplines cliniques telles que la chirurgie, la médecine interne, l'orthopédie, de disciplines fondamentales comme la toxicologie, la microbiologie, l'hygiène, et d'autres domaines comme la protection contre les rayonnements, la médecine nucléaire et certains aspects de la pharmacie.
Les objectifs de la médecine militaire peuvent être :
- la maîtrise des flux massifs de patients dans un contexte de guerre ;
- le diagnostic et le traitement des blessures provoquées par les armes ou les munitions en relation avec des opérations militaires ;
- la prise en charge de troubles psychiatriques liés à la conduite des opérations militaires.

Parmi les tâches incombant à la médecine militaire, on peut également citer l'installation sur le terrain d'hôpitaux de campagne aménagés sous des tentes. La pratique de la médecine militaire exige une formation spécialisée et une expérience qui ne peut s'acquérir par l'exercice de la médecine civile. La transmission des connaissances se fait par conséquent par l'intermédiaire des services de santé militaires.

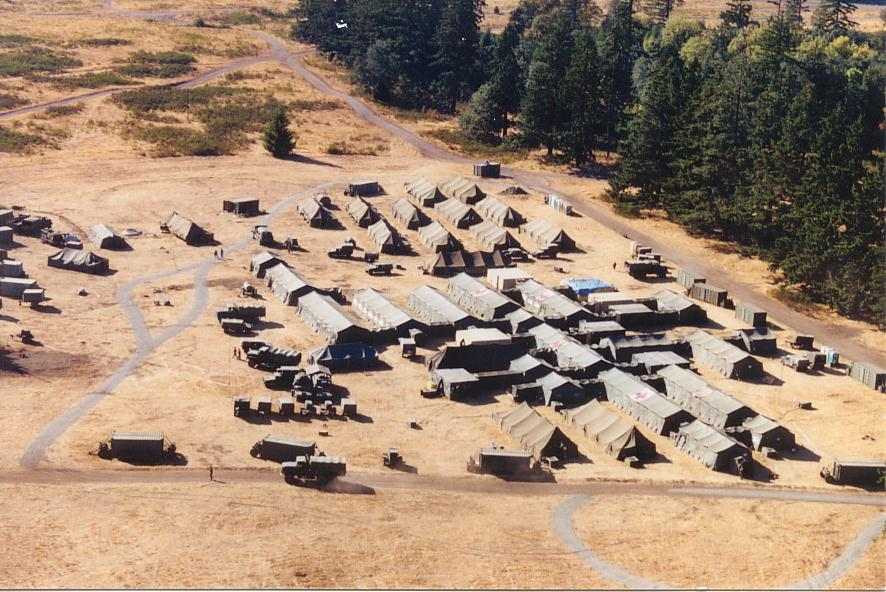
Un hôpital militaire de campagne d'entraînement, au fort Lewis (États-Unis), en 2000.

Des médecins militaires de la Nakhon Phanom Royal Thai Navy Base (base aérienne de Nakhon Phanom) examinent les enfants scolarisés d'un village reculé de Thaïlande en juin 1968.

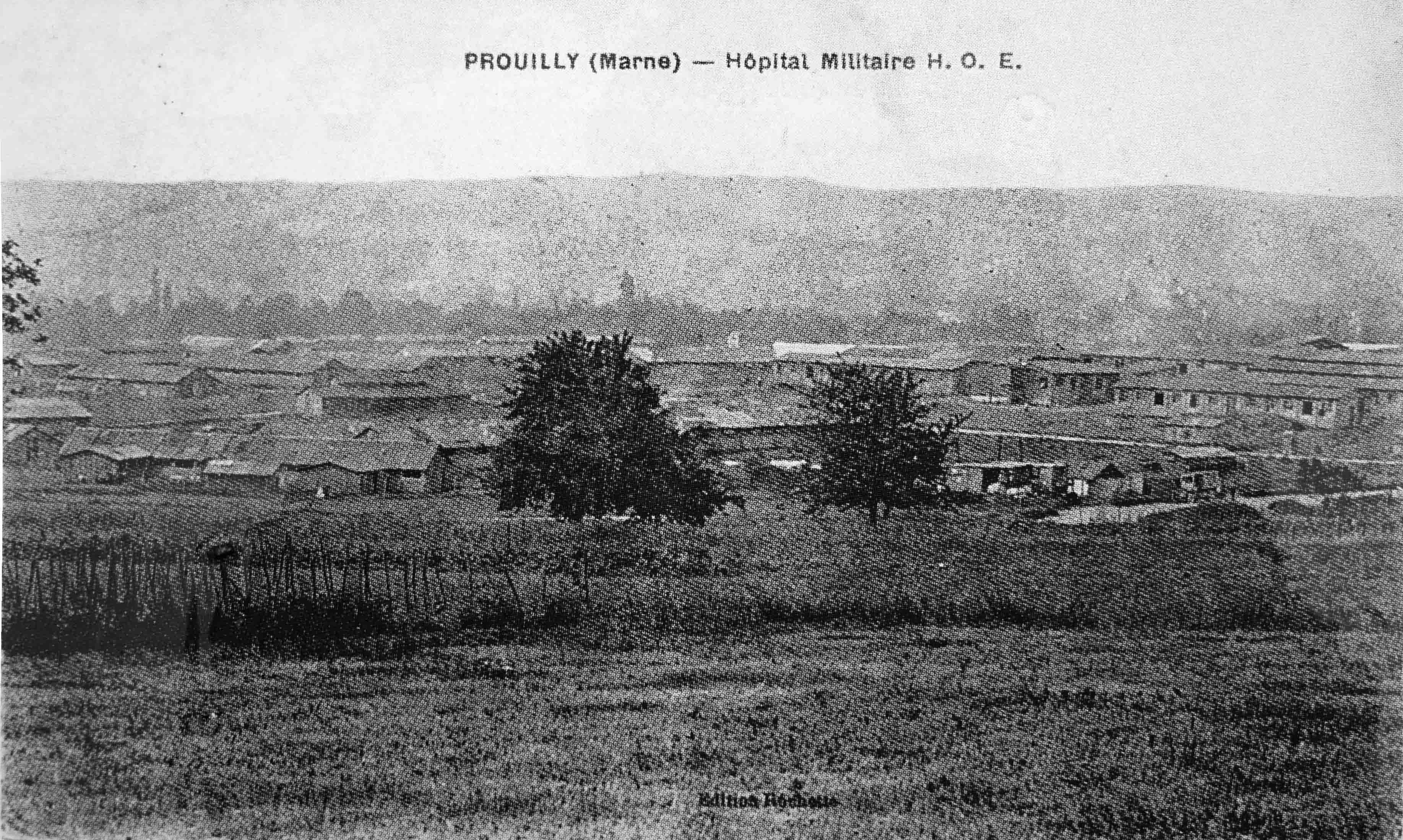
Hôpital d'orientation et d'évacuation en 1917 pour la bataille du Chemin des Dames.

## Historique
La médecine militaire s'adapte aux blessures et à l'organisation du terrain ; son récit suit l'histoire de l'armement et des modes de conflit. On peut ainsi distinguer de grandes étapes, concernant l'armement :
1. Combats à l'arme blanche : armes contondantes (choc), perforantes (flèches, coup d'estoc), tranchantes (coup de taille).
2. Combats à l'arme à feu.
3. Combats à l'explosif (obus, bombardements).
4. Armement nucléaire, radiologique, bactériologique, chimique (NRBC).

Et concernant le type de conflits :
- Guerre de mouvement ;
- Guerre de position, guerre de tranchée ;
- Guerre asymétrique.

Dès l'Antiquité, on sait traiter les traumatismes : suture, réduction des luxations et des fractures ; on trouve dans le papyrus Edwin Smith, datant d'environ -1600, des mentions en Égypte de la réduction des fractures de l'humérus et de la suture de plaies, on trouve même des mentions de la suture vers -2000. En revanche, la lutte contre les maladies infectieuses est méconnue. Si l'on trouve des mentions de la désinfection par l'alcool dès -2150 sur une tablette d'argile sumérienne, les maladies infectieuses représentent la première cause de mortalité à la guerre. On estime par exemple que durant les guerres napoléoniennes (1803-1815), les maladies infectieuses ont fait huit fois plus de morts dans les rangs britanniques que les blessures ; durant la guerre de Sécession (1861-1865), les maladies ont fait deux fois plus de morts que les blessures. La proportion s'est inversée pour la première fois durant la guerre franco-prussienne de 1870, du moins du côté prussien où l'on dénombrait 3,47 % de pertes au combat et 1,82 % par la maladie.
Avec la création d'une armée permanente dans le dernier quart du XVe siècle, apparaît l'idée de créer un service pharmaceutique; mais il s'agit d'apothicaires de la personne et de la cour royales plutôt que d'apothicaires de l'armée et de la nation. En 1476, préparant la conquête de Toro, Isabelle la Catholique organise un hôpital de campagne dans six vastes tentes. Le nom de l'apothicaire ainsi que celui de son aide: Jaime Pascual et Esteban de Buenora. C'est la première mention historique de pharmaciens militaires. La même organisation trouvera place dans les campagnes pour la reconquête de Malaga en 1487 et de la Prise de Grenade en 1492 et dans les campagnes de Charles-Quint puis Philippe II. L'événement le plus notable du XVIe siècle est la création à Malines, en 1567, par Marguerite de Parme, d'un hôpital militaire à l'usage des Espagnols, formation de courte durée, mais qui préfigure l'installation en 1585, toujours à Malines, par Alexandre Farnèse, fils de Marguerite, d'un véritable « Hôpital royal de l'armée », dont le règlement, arrivé jusqu'à nous, est le plus ancien règlement d'hôpital militaire que l'on connaisse.
Au XVIe siècle, Ambroise Paré, chirurgien des champs de bataille, est confronté aux blessures par balles du fait de la généralisation des armes à feu. Il met au point la méthode de désinfection des plaies et de ligature des artères lors des amputations, qu'il substitue à la cautérisation.
Le médecin militaire, chirurgien et hygiéniste Jean Colombier publie les ouvrages : Code de médecine militaire en 1772, puis Préceptes sur la santé des gens de guerre et Hygiène militaire, en 1775, et, en sept tomes : Médecine militaire ou Traité des maladies tant internes qu’externes auxquelles les militaires sont exposés dans leurs différentes fonctions de paix ou de guerre, en 1778.
À la fin du XVIIIe siècle, au début des campagnes napoléoniennes, le chirurgien Dominique-Jean Larrey met en place des ambulances chirurgicales mobiles pour porter les soins aux blessés au plus tôt, sur le champ de bataille.
Pendant la Guerre de Crimée (1853-1856), l'infirmière britannique Florence Nightingale mène une mission sanitaire dans l'hôpital militaire de Scutari (Turquie). Elle met en évidence l'influence des conditions de vie sur la survie des blessés, en particulier sur la prévention des maladies infectieuses (typhus, fièvre typhoïde, choléra et dysenterie).
Pendant la Guerre de Sécession, les services de santé et de médecine militaire des deux camps sont vite dépassés par l’ampleur de leur tache. Jonathan Letterman, directeur médical de l'Armée du Potomac, organise les secours à deux niveaux :
- des postes de secours (first aid post) à l'échelle du régiment, et
- des hôpitaux de campagne (field hospital) à l'échelle de la division et du corps d'armée ;

le tout desservi par un corps d'ambulances. En raison de l'efficacité du système lors de la bataille de Fredericksburg, l'Armée de l'Union décide d'étendre le système par un Acte du Congrès de mars 1864. Il est considéré aux États-Unis comme le « père de la médecine de l'avant » (father of battlefield medicine).
Pendant la Guerre russo-japonaise de 1905, la chirurgienne russe Vera Gedroitz utilise pour la première fois la laparotomie sur le champ de bataille, et améliore les protocoles de prise en charge des blessés utilisé par Nikolaï Pirogov dans la Guerre de Crimée,,.
Durant la Première Guerre mondiale, Marie Curie fonde un corps d'ambulances radiologiques, les « Petites Curie », qui permettent d'effectuer à proximité du front des radioscopies des blessés pour localiser les balles et éclats d'obus et ainsi faciliter l'opération chirurgicale. Par ailleurs, les médecins doivent prendre en charge les effets spécifiques aux obus : effet de souffle (blast) et polycriblage (Shrapnel), brûlures extensives, ainsi qu'intoxications aux gaz de combat. On prend conscience des troubles comportementaux de guerre, le syndrome du « choc de l'abri » (shell shock). Du côté français, la gestion des blessés se fait sur plusieurs niveaux : le traitement sur le terrain par les brancardiers, à l'infirmerie sur le front, à l'hôpital d'orientation et d'évacuation (opérations) puis l'envoi aux hôpitaux de l'arrière. Le front de Salonique nécessite de traiter de nombreux cas de paludisme et de faire de la prévention.
Durant la Seconde Guerre mondiale, à l'occasion du Blitz de Londres en 1941, les médecins Eric Bywaters et Desmond Beall travaillent sur le problème de défaillance rénale pour les personnes ensevelies sous les décombres, et mettent en évidence son mécanisme en 1944 (syndrome de Bywaters). Les médecins intervenant dans les décombres utilisent un traitement par perfusion. La découverte de la dialyse permet l'amélioration du traitement lors de la Guerre de Corée.
Également durant la Seconde Guerre mondiale, l'armée américaine prend conscience que le point critique est l'évacuation des blessés vers les structures de soins ; en 1942, elle organise son système de santé en trois échelons :
- des unités chirurgicales mobiles, les portable surgical hospitals (PSH) de vingt-neuf personnes (dont cinq chirurgiens et un anesthésiste), d'une capacité de vingt-cinq lits ;
- des hôpitaux de campagne, les field hospitals ;
- les hôpitaux traditionnels en dur, les general hospital.

Cette organisation permet d'apporter des soins chirurgicaux juste derrière la ligne de front avec les PSH, alors que les hôpitaux de campagne sont à plusieurs kilomètres du front. Après la Seconde Guerre mondiale, des consultants chirurgicaux de l'armée américaine, dont Michael E. DeBakey, recommandent la création d'unités de soin plus proches du front. C'est ainsi que naissent les Mobile Army Surgical Hospital (MASH), qui seront remplacés en 2006 par les Combat Support Hospital (CSH). Les MASH sont mis en œuvre durant la Guerre de Corée (1950) et permettent d'avoir un taux de survie de 97 % pour les soldats arrivés vivants.
La fin de la Seconde Guerre mondiale est marquée par les bombardements atomiques d'Hiroshima et Nagasaki, avec les effets de la radioactivité.
Dans les années 1990, les conflits évoluent vers des guerres asymétriques : on a de moins en moins de combats de masse localisés, mais de plus en plus d'actes isolés par des unités très mobiles : accrochages, embuscades, attentats, engins explosifs improvisés (bombe sur les bords des routes). L'organisation doit donc évoluer pour pouvoir prendre en charge des blessés dans de petites unités (par exemple des patrouilles), donc se déplaçant sans soutien médical.

## Médecine de l'avant moderne

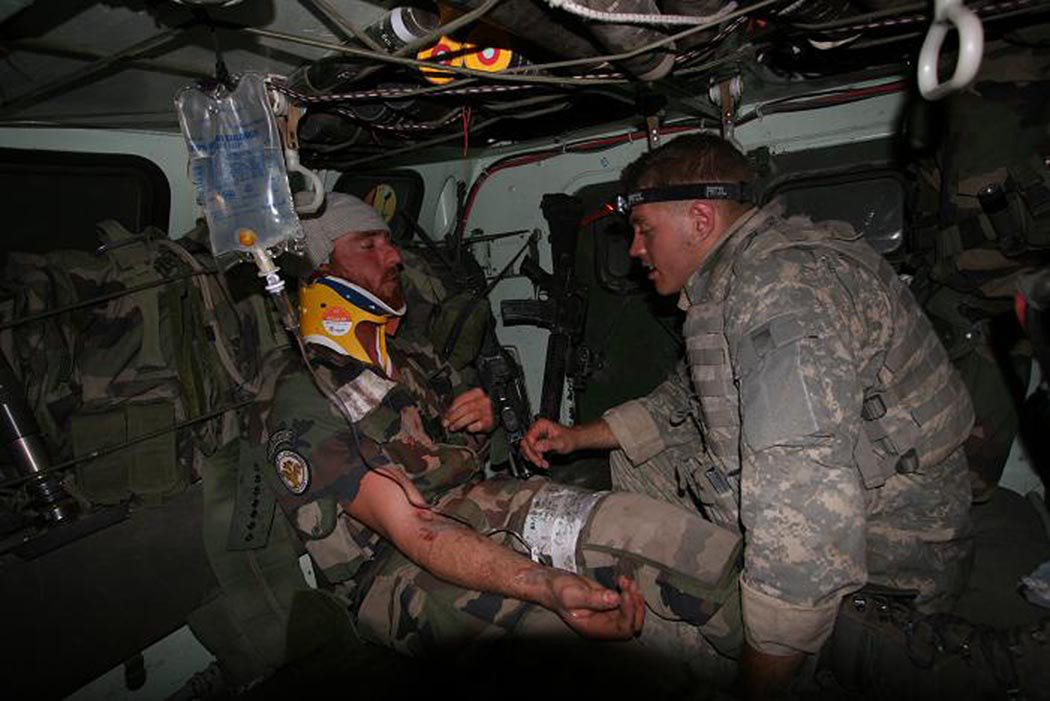
Un infirmier américain soignant un soldat français blessé en Afghanistan (embuscade de Kapisa, 10 novembre 2007).

Le terme « médecine de l'avant » désigne les gestes médicaux pratiqués en extrahospitalier, avant d'arriver à l'hôpital de campagne : soit sur le champ de bataille, soit dans un refuge proche du champ de bataille, soit dans le vecteur d'évacuation (ambulance terrestre, hélicoptère…).
Les caractéristiques principales de la médecine de l'avant sont les suivantes :
- un niveau de stress élevé de la part des intervenants, avec une altération prévisible de leur comportement ;
- un environnement hostile ;
- l'absence de moyen de diagnostic autre que les cinq sens ;
- un environnement austère, des moyens très limités (impossibilité d'avoir du matériel encombrant ou fragile).

Le traitement du blessé comporte deux volets :
- un volet médical : sauver la vie du blessé, puis permettre sa guérison ;
- un volet logistique : le mettre hors de danger en le sortant de la zone de combat pour l'amener vers la structure de soins initiale, puis l'évacuer vers des structures plus performantes ; c'est l’évacuation sanitaire, ou Evasan.

### Traumatologie
Un officier du service de santé de l'armée américaine (United States Army Medical Corps), le colonel Ronald F. Bellamy, a étudié de nombreuses causes de décès sur les champs de bataille ; ces données ont été croisées par l'armée britannique sur ses campagnes ainsi que sur les attentats en Irlande du Nord (Hostile Action Casualty System Survey of British Service) pour donner une typologie des principaux traumatismes.
Décès initiaux
Killed in action (KIA) : personnes décédées avant d'arriver à une structure de soins. Durant la guerre du Viêt Nam, cela représentait 90 % des morts par blessure pour les soldats américains, et dans 70 % des cas, la mort survenait dans les cinq minutes suivant la blessure. Les causes de décès sont (pourcentage des morts totaux, KIA+DoW) :
- hémorragie (46 %) : 80 % sont des hémorragies de gros vaisseaux dans le torse (non maîtrisable par compression), 20 % sont des hémorragies de gros vaisseaux et tissus mous de membres (maîtrisables par compression) ;
- traumatisme cérébral pénétrant (21 %) : ces cas présentent peu de chance de survie même avec une intervention chirurgicale rapide ;
- effet de souffle mutilant (10 %) ;
- combinaison de plusieurs causes (9 %) : principalement traumatisme cérébral et hémorragie ;
- blessure du système respiratoire (4,5 %) ;
  - obstruction des voies aériennes,
  - pneumothorax ouvert,
  - pneumothorax sous tension.

Décès consécutifs aux blessures
Died of wounds (DoW) : personnes décédées dans une structure de soins. Cela représente 10 % des morts militaires ; la moitié de ces morts ont lieu dans les 24 heures suivant la blessure. Les causes de décès sont (pourcentage des morts totaux, KIA+DoW) :
- blessure au cerveau (4 %) ;
- sepsis et défaillance multi-viscérale (4 %) ;
- choc hypovolémique (2 %) : principalement dû à une hémorragie du foie et/ou du petit bassin, avec ou sans coagulopathie.

Du point de vue de la cinétique, on retrouve la répartition trimodale des morts dans le civil :
- mort instantanée (50 %) : décès dans les secondes ou minutes qui suivent la blessure ; il s'agit en général de blessures au cerveau, à la moelle épinière, au cœur et aux vaisseaux majeurs ;
- mort précoce (30 %) : décès dans les minutes ou les heures qui suivent la blessure ; il s'agit en général de détresses respiratoires, d'hémorragie non maîtrisée, et d'hématome extradural ou sous-dural ;
- morts tardives (20 %) : dans les heures, les jours, voire les semaines qui suivent la blessure ; il s'agit en général de mort par sepsis et défaillance multi-viscérale.

### Traiter les risques de mort précoce
Le cas des morts instantanées est désespéré, notamment dans un contexte de combat. L'effort est donc en général mis sur les possibilités d'éviter les morts précoces. C'est la doctrine notamment de l'Armée des États-Unis avec le  Tactical combat casualty care (TCCC), de l'Armée britannique avec le Battlefield advanced trauma life support (BATLS) et le Battlefield advanced resuscitation techniques and skills (BARTS)
, et de l'armée française avec le Sauvetage au combat.
On utilise parfois l'acronyme mémotechnique « marche » (« celui qui marche n'est pas prioritaire ») :
- M : massive bleeding control, maîtrise des hémorragies massives ;
- A : airway, assurer la liberté des voies aériennes
- R : respiration ;
- C : choc ;
- H : head, le blessé présente des troubles de la conscience ;
- E : evacuation.

Les risques de mort précoce doivent recevoir un traitement chirurgical rapide, et doivent donc dans l'idéal être évacués dans l'heure qui suit la blessure vers une structure hospitalière. Cette préoccupation a donné lieu au concept de l'heure d'or.
Dans les guerres modernes (post-1950), le taux de survie d'un blessé arrivé vivant à l'hôpital est très élevé (plus de 99,5 %), l'objectif de la médecine de l'avant est donc clairement de maintenir en vie le blessé pour lui donner une « chance chirurgicale ».
Une action précoce adéquate permet également de prévenir les morts tardives : le maintien de l'oxygénation des tissus et l'antibiothérapie précoce permettent de réduire les risques de défaillance multi-viscérale et de sepsis.

#### Qualification du personnel et zones d'action
Les gestes effectués dépendent de la qualification du personnel et de la zone d'action. On distingue typiquement :
- trois niveaux de qualification :
  - simple combattant, ayant une formation minimale aux premiers secours (formation initiale et continue de l'ordre de quatre heures par semestre), et une dotation minimale (pansement individuel, garrot, seringue de morphine pour autoinjection),
  - auxiliaire sanitaire, ayant une formation initiale de l'ordre de trois semaines et une dotation plus complète (pansement hémostatique, suture, matériel d'injection et de perfusion, canules, matériel d'exufflation et de coniotomie),
  - personnel médical : infirmier et médecin ayant suivi des stages de médecine de guerre ;
- cinq types de zone d'action :
  - sous le feu,
  - au nid de blessés : à l'abri mais au cœur de la zone de combat,
  - à l'écart de la zone de combat : point de rassemblement des blessés (PRB),
  - dans le vecteur d'évacuation (ambulance, hélicoptère, …),
  - dans une unité médicale opérationnelle (UMO) : hôpital de campagne.

| Zones                              | Qualification                                            | Qualification | Qualification |
| Zones                              | Combattant                                               | Auxiliaire sanitaire | Professionnel de santé |
| ---------------------------------- | -------------------------------------------------------- | --- | --- |
| Sous le feu                        | garrot, extraction                                       | garrot, extraction | garrot, extraction |
| Nid de blessé                      | pansement compressif PLS protection contre l'hypothermie | id. + pansement hémostatique contention pelvienne canule de Guédel coniotomie exsufflation à l'aiguille abord veineux périphérique remplissage vasculaire vasoconstricteur collier cervical | id. + drainage thoracique par thoracostomie intubation orotrachéale coniotomie chirurgicale titration d'adrénaline acide tranexamique     |
| Point de rassemblement des blessés | morphine (stylo) position antalgique                     | id. + immobilisation des fractures | id. + morphine titrée kétamine xylocaïne antibiothérapie documentation (registre de santé) triage message d'évacuation (Evasan)           |
| Dans le vecteur d'évacuation       |                                                          | surveillance maintien de la liberté des voies aériennes poursuite du remplissage vasculaire et de la médication lien avec le chef de bord                                                   | surveillance maintien de la liberté des voies aériennes poursuite du remplissage vasculaire et de la médication lien avec le chef de bord |

#### Mise à l'abri
De même que la démarche de premiers secours commence par la protection, la première action en cas de blessure au combat consiste à la mise à l'abri de la victime. Cela implique de :
- supprimer le feu ennemi, en répliquant par les armes ;
- appréhender la scène dans sa globalité, y compris dans sa dimension tactique ;
- soustraire le blessé de la zone sous le feu (dégagement d'urgence) pour le mettre à l'abri ; on parle de « nid de blessé ».

Les Français utilisent l'acronyme mnémotechnique anglais safe (litt. « sain et sauf ») :
- S : Stop the burning process ;
- A : Assess the scene ;
- F : Free of danger for you ;
- E : Evaluate for ABC.

La mise à l'abri comprend également le fait de récupérer les armes des blessés, pour éviter qu'elles ne soient utilisées par l'ennemi, le fait de désarmer les prisonniers ainsi que les blessés présentant des troubles du comportement. Une fois au nid de blessés, les équipements de protection individuels (casque, gilet pare-balles et pare-éclats) ne sont enlevés que si nécessaire, pour évaluer les blessures et effectuer les premiers soins, puis remis en place si possible.

#### Évaluation initiale de l'état du blessé
L'évaluation initiale (primary survey) détermine les premiers gestes effectués.
Dans la démarche SAFE, le « ABC » mentionné dans Evaluate for ABC ci-dessus n'est pas celui de Peter Safar, mais signifie airway, bleeding, cognition (voies aériennes, saignement, conscience). Dans le BATLS, on utilise le mnémotechnique ABCDE :
- A : Airway and cervical spine control : l'intervenant ne doit pas se laisser distraire par les blessures et doit donner la priorité à la liberté des voies aériennes ; il recherche également les signes de suspicion de traumatismes cervicaux — blessures au-dessus de la clavicule, victime inconsciente ;
- B : Breathing and ventilation : détection des problèmes respiratoires : déviation de la trachée, veines du cou engorgées, mouvements thoraciques anormaux ;
- C : Circulation and hemorrhage control : arrêt des hémorragies et remplissage vasculaire ; les hémorragies non compressibles sont des urgences chirurgicales ;
- D : Disability or neurological status : évaluation de la conscience avec l'échelle AVPU, examen des pupilles, mobilité et sensibilité des extrémités ; l'intervenant n'est pas en mesure d'agir sur l'état neurologique, mais cette évaluation permet de déceler un traumatisme crânien, et l'évolution de l'état de conscience permet de détecter une aggravation de l'état du blessé, par exemple une hypovolémie masquée ;
- E : Exposure : protection contre l’environnement.

L'évaluation primaire nécessite donc l’ouïe — un blessé qui parle a des voies aériennes libres, une amplitude respiratoire et une perfusion cérébrale raisonnables — et la vue.

#### Arrêt des hémorragies et prévention de l'état de choc
Les hémorragies constituant la première cause de mort précoce, elles sont la priorité. Le seul geste utile sous le feu est la pose d'un garrot. Une fois à l'abri au nid de blessé, on peut envisager, si l'état du blessé le permet (blessé conscient ne présentant pas de signe de choc), de remplacer le garrot par un pansement compressif ou hémostatique.
Notons que dans le cas d'un blessé examiné au nid de blessé, la liberté des voies aérienne prime en général devant l'arrêt des hémorragies.
On peut également prévenir l'état de choc en posant une perfusion, par voie veineuse périphérique ou par voie intraosseuse. Cela permet d'effectuer un remplissage vasculaire et d'apporter des médicaments faisant remonter la pression artérielle (vasoconstricteurs, adrénaline) et limitant les hémorragies (acide tranexamique).
Le remplissage vasculaire est parfois controversé en cas d'hémorragie non maîtrisée, l'apport de fluide pouvant diluer les caillots et donc accélérer le saignement. Dans le BATLS, on recommande de perfuser :
- si les saignements sont maîtrisés ;
- si les saignements ne sont pas maîtrisés mais que l'évacuation du blessé est retardée ;

et recommande de ne pas perfuser :
- en absence de signe de choc ;
- si les saignements ne sont pas maîtrisés et que l'évacuation immédiate du blessé est possible.

Les fractures, même fermées, sont des sièges de perte de liquide, soit par hémorragie, soit par l'œdème qui se forme ; l'immobilisation des fractures fait donc partie de la prévention du choc. On peut par exemple limiter les hémorragies internes du bassin par une contention pelvienne, et, pour les saignements au cou, par la pose d'un collier cervical. Par ailleurs, l'hypothermie et la douleur aggravent l'état de choc ; la protection thermique et l'analgésie participent donc à la prévention du choc.

#### Libération des voies aériennes
La deuxième cause de décès sur laquelle on peut agir avec efficacité est la détresse respiratoire. Cela impose de maintenir libres les voies aériennes. Les méthodes utilisées sont :
- la mise en position demi-assise pour un blessé conscient, par exemple en appui sur le sac à dos ;
- la mise en position latérale de sécurité (PLS) pour un blessé inconscient ;
- intubation orotrachéale (IOT), mais cette méthode nécessite une anesthésie générale si le blessé n'est pas dans un coma profond ;
- en cas d'obstacle dans la gorge : coniotomie ; par rapport à l'IOT, cette méthode nécessite une incision chirurgicale, mais peut se pratiquer avec seulement une anesthésie locale ;
- en cas de pneumothorax compressif : exsufflation, drainage thoracique.

Les blessures maxillofaciales sont assez fréquentes (10 à 15 % des blessés atteignant un poste de secours). Ces blessures peuvent mettre en danger les voies aériennes, soit par la présence de fragments (dents), de saignements, ou par le gonflement des tissus. La prise en charge précoce concerne donc essentiellement la préservation de la liberté des voies aériennes, et en particulier la mise en PLS même si le blessé est conscient.

#### Prévention de l'aggravation des plaies et des infections
Une fois les gestes de réanimation mis en œuvre — libération des voies aériennes, perfusion, mise sous oxygène, s'ils sont nécessaires —, on peut effectuer une évaluation secondaire (« secondary survey »). Cela consiste à examiner le blessé de la tête aux pieds. Le problème principal est de déceler les blessures cachées et traumatismes fermés (effet de souffle, résultat d'une percussion, …), en particulier les traumatismes abdominaux, et d'évaluer les traumatismes pénétrants (organes touchés par une balle ou un éclat) ; les Anglais utilisent l'acronyme mnémotechnique MIST (litt. « brouillard ») :
- Mechanism of injury, mécanisme de la blessure ;
- Injuries found, blessures détectées ;
- Symptoms and signs, symptômes et signes ;
- Treatment given, traitement déjà effectué.

Les plaies sont nettoyées et pansées. On démarre une antibiothérapie de manière précoce : amoxicilline et acide clavulanique, ou, en cas d'allergie à la pénicilline, clindamycine et gentamicine.
La prévention de la douleur est importante pour la prévention de l'état de choc. Cela se fait :
- en mettant le blessé dans une position adaptée, par exemple plat dos et cuisses fléchies pour une plaie au ventre (par exemple en posant les jambes sur le sac à dos) ;
- en immobilisant les fractures (pose d'écharpe, d'attelle), ce qui évite également l'aggravation de la blessure lors du transport ;
- en injectant des médicaments : morphine, kétamine, xylocaïne.

Il faut également éviter l'hypothermie par une mise au sec et une isolation de l'extérieur (couverture).
On utilise parfois l'acronyme mnémotechnique « ryan » pour décrire l'action au point de rassemblement des blessés :
- R : réévaluer l'état des blessures ;
- Y : yeux, examen des yeux et de la sphère ORL ;
- A : analgésie ;
- N : nettoyer et panser les plaies.

#### Triage
Au point de rassemblement des blessés (PRB), le médecin doit déterminer l'ordre dans lequel doit se faire l'évacuation sanitaire (evasan). La priorité est donnée aux blessés nécessitant un acte chirurgical urgent tout en ayant de bonnes chances de survie.
Globalement, le triage classe les blessés en trois catégories :
- les mourants (17-20 %), qui décéderont quel que soit le degré de sophistication des soins ;
- les blessés mineurs à modérés (65-70 %), principalement des blessures aux membres ;
- les blessés graves pouvant survivre à leurs blessures (10-15 %).

L'ordre d'évacuation est typiquement « graves », puis « modérés », puis « mourants ».
Le problème principal est celui des traumatismes internes. La suspicion d'un traumatisme interne, même sans preuve, peut mener à classer un blessé dans les cas « grave » : le sang s'écoule à l'intérieur du corps (souvent dans la cavité abdominale), l'hémorragie n'est pas visible, et si l'on attend d'avoir une preuve de ce saignement (signe de choc), il est souvent trop tard, le taux de mortalité est alors de 90 %.

#### Bilan
On peut synthétiser la stratégie d'action sur le terrain selon le tableau simplifié suivant :
| Zones                              | Qualification | Qualification        | Qualification          |
| Zones                              | Combattant    | Auxiliaire sanitaire | Professionnel de santé |
| ---------------------------------- | ------------- | -------------------- | ---------------------- |
| Sous le feu                        | SAFE          | SAFE                 | SAFE                   |
| Nid de blessé                      |               | MARCHE               | MARCHE                 |
| Point de rassemblement des blessés |               |                      | RYAN                   |

## Évacuation sanitaire
L'évacuation sanitaire, ou Evasan, est le transport du blessé. Le transport du nid de blessé vers l'hôpital de campagne est appelé « Evasan primaire » ; elle doit être rapide pour permettre une prise en charge chirurgicale précoce. C'est une Evasan dite « tactique », c'est-à-dire :
- qu'elle se fait sur une distance relativement courte, sur le théâtre des opérations ;
- qu'elle utilise les moyens de transport disponibles sur place.

## Traitements à l'hôpital de campagne
À l'hôpital de campagne, le blessé reçoit les soins chirurgicaux minimaux : sécurisation des voies aériennes (notamment drainage des plèvres, intubation), arrêt des grandes hémorragies, parage des plaies (nettoyage, enlèvement des tissus nécrosés), alignement des fractures et mesures générales de réanimation.
On peut également, selon l'état du blessé, les suspicions de traumatisme et le matériel disponible :
- poser une sonde urinaire : à des fins de diagnostic — évaluer la diurèse, et donc l'efficacité du traitement de l'état de choc, détecter une hématurie, signe d'un traumatisme de l'appareil urogénital —, et décompresser la vessie ;
- poser une sonde gastrique : à des fins de diagnostic — détecter la présence de sang, signe d'un traumatisme gastrointestinal — et pour éviter un syndrome d'inhalation bronchique ;
- effectuer un lavage péritonéal pour détecter la présence de sang dans l'abdomen ;
- effectuer une radiographie du rachis cervical, de la poitrine et du bassin ;
- effectuer une urographie avec produits de contraste ;
- effectuer une échographie de la poitrine et de l'abdomen ;
- effectuer une tomographie X (scanner).

Il faut ensuite évacuer le blessé afin de libérer la place et d'éviter l'engorgement du service : en effet, l'hôpital de campagne recevant les blessés du terrain, c'est un goulot d'étranglement du flux. Les soins supplémentaires sont donc effectués dans un hôpital « en dur » à l'arrière. Le transport de l'hôpital de campagne vers l'hôpital de l'arrière est appelé « Evasan secondaire ». Dans le cas d'une opération extérieure (opex), il peut s'agir d'un hôpital situé dans le pays d'origine du blessé, ou dans un pays ami ; c'est alors une « Evasan stratégique », puisqu'elle se fait sur une longue distance et nécessite des moyens dépêchés spécialement.
Il peut être nécessaire d'effectuer des mesures supplémentaires avant l'Evasan secondaire ; par exemple, à l'occasion du bombardement du camp de Bouaké le 4 novembre 2004, un neurochirurgien et du matériel de neurochirurgie est dépêché sur place depuis la France pour opérer un des blessés avant son évacuation sanitaire vers la métropole.

## Organisation sur le terrain
Les trois niveaux de qualification en médecine de l'avant — combattant, auxiliaire sanitaire, personnel médical — et leur mise en œuvre sur le terrain sont évoqués plus haut. Dans une armée moderne, chaque combattant est formé aux gestes de sauvetage. Se pose alors la question de la répartition des niveaux supérieurs (auxiliaire de santé, médecin, infirmier). En effet, plus la compétence médicale est élevée, plus cela nécessite de temps de formation et d'entretien des compétences, au détriment des autres compétences militaires.

### Organisation dans l'armée française
La doctrine française est appelée « sauvetage au combat » (SC). Les trois niveaux de compétence sont donc SC1 (combattant ordinaire), SC2 (auxiliaire sanitaire (AUXSAN)) et SC3 (médecin ou infirmier). On remarque que ce système fait peu de différence entre médecin et infirmier : d'après le retour d'expérience, en médecine de l'avant, le médecin n'apporte pas de bénéfice par rapport à l'infirmier. Par contre, le médecin est un élément important du maintien des compétences (formation continue au sein de l'unité) ainsi que dans le cas de multiples blessés.
La plus petite unité de combat pouvant être isolée sous le feu est le groupe, comprenant cinq à sept combattants ; c'est le plus petit échelon de commandement, typiquement commandé par un sergent. Un groupe doit donc comporter un auxiliaire sanitaire, référent de sauvetage au combat (RSC) ; il permet la mise en place d'un nid de blessé sur la zone de combat.
Le groupe intervient au sein d'une section de combat, premier échelon tactique, comprenant une quarantaine de personnes sous le commandement d'un lieutenant. La section est dotée d'un binôme santé comprenant un auxiliaire sanitaire et un infirmier ou un médecin. Cela permet la mise en place d'un nid de blessés et d'un point de rassemblement des blessés.
Les sections interviennent au sein d'une compagnie d'une centaine de personnes et commandée par un capitaine. Une compagnie met en œuvre un poste médical composé typiquement d'un médecin, de deux infirmiers et de cinq auxiliaires sanitaires.
 (octobre 2020).

« Impuissant devant les barbelés, un marsouin regarde hébété sa cuisse perforée, un autre a deux doigts sectionnés. Une balle se loge dans son pare-cou. Ils resteront sur place, sans même de morphine, car elle a été retirée des trousses de premiers secours, pour éviter la toxicomanie. […]
Errant dans les couloirs, en attendant la relève, je croise un caporal-chef qui me dit d’aller me faire soigner. Je me déplace vers le véhicule Sanitaire, criblé d’impacts, qui s’est posté devant l’entrée […].
Vers 10h30, la section du lieutenant Provendier est là pour nous relever. […] Les consignes données, j’embarque dans les véhicules avec mes survivants en direction de la patinoire de Skanderja, notre base. Nous sommes hagards. À Skanderja, nous recevons des soins rapides puis vers 13 heures, je pars avec les autres blessés en direction du groupe médico-chirurgical de PTT Building, l’état-major de la force. Dès le contact avec le lit de l’hôpital, je m’effondre, épuisé. »

— Lieutenant Héluin, Assaut sur Verbanja — 27 mai 1995

### Organisation dans l'Armée britannique
Depuis la Première Guerre mondiale, la médecine de l'avant est organisée selon trois échelons :
- dans un bataillon d'infanterie ou un régiment blindé : Regimental Aid Post (RAP) ;
- à proximité immédiate du front : des postes de premier secours appelés Dressing Station (litt. station de pansement) ;
- plusieurs kilomètres à l'arrière du front : un hôpital de campagne appelé Casualty Clearing Station (CCS, litt. station d'évacuation des blessés), situé hors de portée de l'artillerie ennemie. Point d'évacuation vers un hôpital de campagne ou un hôpital militaire.

Ce découpage correspond aux quatre niveaux de lignes de ravitaillement :
- première ligne : unité (RAP) ;
- deuxième ligne : brigade ou division (CCS) ;
- troisième ligne : entre l'arrière de la division et le point d'entrée en opération (hôpital de campagne) ;
- quatrième ligne : à la base (hôpital militaire) ;

et définit quatre niveaux de compétence, ou « rôles » :
- Role 1 : traitement pour restaurer et stabiliser les fonctions vitales (poste de secours au niveau du régiment) ;
- Role 2 : réanimation et traitement de stabilisation, peut inclure de la chirurgie de stabilisation (maîtrise des dégâts, dans un hôpital de campagne Dressing Station).
- Role 3 : hospitalisation, chirurgie de survie et chirurgie finale (hôpital de campagne) ;
- Role 4 : soins spécialisés gourmands en ressources et traitement sur le long terme (hôpital militaire « en dur »).

Par ailleurs, l'Armée dispose d'équipes mobiles, les Incident Response Teams (IRT).